# حزب وطن‌پرستان
حزب وطن‌پرستان (آلمانی: Vaterländische Front) سازمان سیاسی حاکم «استرو فاشیسم» بود. آن‌ها ادعا می‌کردند یک جنبش غیرحزبی هستند و هدفشان اتحاد همه مردم اتریش و غلبه بر اختلافات سیاسی و اجتماعی است. این حزب در ۲۰ مه ۱۹۳۳ توسط صدراعظم اجتماعی مسیحی، انگلبرت دلفوس به عنوان تنها حزب قانونی مجاز به فعالیت در کشور تأسیس شد، در راستای نظام فاشیستی ایتالیا سازماندهی شد، با این تفاوت که وطن پرستان کاملاً با کلیسای کاتولیک همکاری داشتند و از هیچ ایدئولوژی نژادی طرفداری نمی‌کردند، همان کاری که بعدها فاشیسم ایتالیایی انجام داد. این اتحادیه از ملی‌گرایی و استقلال اتریش بر اساس حمایت از هویت مذهبی کاتولیک اتریش در برابر آنچه که آنها یک کشور آلمانی تحت کنترل پروتستان می‌دانستند دفاع می‌کرد.
حزب وطن پرستان، که به شدت با روحانیت کاتولیک اتریش در ارتباط بود، حزب سوسیال مسیحی دلفوس، لندبند زراعی و نیروی شبه نظامی راستگره هایموهن را جذب کرد، همه اینها مخالف سوسیالیسم، سرمایه‌داری در بازار آزاد و لیبرال دموکراسی بودند. همچنین "اتحادیه سربازان جبهه یهودی" (Bund Juedischer Frontsoldaten)، بزرگترین گروه شبه نظامی یهودی که در آن زمان در اتریش فعال بودند، در حزب وطن پرستان گنجانیده شد. حزب وطن پرستان یک رژیم استبدادی و صنفگرای، به نام دولت فدرال اتریش را تأسیس کرد، که معمولاً در آلمانی به عنوان Ständestaat ("دولت شرکتی") شناخته می‌شود. به گفته حزب وطن پرستان، این شکل از دولت و جامعه، تعالیم اجتماعی پاپ پیوس یازدهم را در سال ۱۹۳۱ در اتریش به اجرا درآورد.
این حزب تمام مخالفان سیاسی خود، از جمله کمونیست‌ها، سوسیال دموکرات‌ها و نازی‌های اتریشی (که می‌خواستند اتریش به آلمان بپیوندد) را در یک جنگ داخلی کوتاه در فوریه ۱۹۳۴ شکست داد و فعالیت آنها را غیرقانونی اعلام کرد. صدراعظم دلفوس در ژوئیه سال ۱۹۳۴ توسط نازی‌های اتریش ترور شد. وظایف وی به عنوان رهبر حزب وطن پرستان و صدراعظم اتریش به کورت شوشنیگ داده شد، او به مدت ۴ سال حکومت کرد تا اینکه نازی‌های او را مجبور به استعفا در ۱۱ مارس ۱۹۳۸ کردند. اتریش یک روز بعد به آلمان نازی ضمیمه شد.
حزب وطن پرستان در تاریخ اتریش پس از جنگ نقش مهمی ایفا کرده‌است. در حالی که مورخان چپ، آن را سیاست یک فاشیسم اتریشی برای بدست گرفتن حکومت و آن را مسئول شکست دموکراسی در اتریش می‌دانند، نویسندگان محافظه کار بر نقش این حزب در دفاع از استقلال کشور و مخالفت با نازیسم تأکید می‌کنند.

## پایگاه های پشتیبانی و مخالفت
در حالی که هدف جبهه متحد کردن همه اتریشی ها ، برتری بر تمام احزاب سیاسی و گروه های ذینفع اقتصادی و اجتماعی (از جمله اتحادیه های کارگری) بود ، فقط از حمایت برخی از بخش های جامعه برخوردار بود. این حمایت عمدتا توسط کلیسای کاتولیک ، مقامات ادری و ارتش اتریش ، بیشتر جمعیت روستایی - از جمله مالکان و دهقانان و برخی از وفاداران به سلسله هابسبورگ و بخش قابل توجهی از جامعه بزرگ یهودیان وین پشتیبانی می شد.
از جمله مخالفان حزب وطن پرستان می توان سوسیل دموکرات ها که توسط کارگران اتحادیه ای و گروه شبه نظامی حامی  جمهوری خواهان ( Republikanischer Schutzbund ) حمایت میشد و مقر اصلی آن ها در وین و دیگر شهر های صنعتی اتریش بود نام برد. یکی دیگر از مخالفان این حزب، نازی های اتریش بودند. 
دیگر گروه های طرفدار این حزب ناسیونالیست های اتریش، بخشی از طبقه متوسط و متوسط سکولار ، شهری ، از جمله کارمندان دولت و کارمندان بخش دولتی ، متخصصان ، معلمان و دانش آموزان بودند.